# Artemis-Programm

Logo des Artemis-Programms

Das Artemis-Programm ist ein bemanntes Raumfahrtprojekt der NASA in Zusammenarbeit mit internationalen Partnern wie der europäischen, der japanischen und der kanadischen Raumfahrtagentur (ESA, JAXA und CSA). Ziel des Programms ist es, erstmals seit Apollo 17 wieder Astronauten auf dem Mond zu landen, darunter erstmals eine Frau. Anschließend sollen jährlich bemannte Mondlandungen stattfinden. Das Projekt wurde 2019 von US-Präsident Donald Trump initiiert. In Anspielung auf das Apollo-Programm wurde es nach Artemis benannt, der Mondgöttin und Zwillingsschwester Apollons in der griechischen Mythologie.
Eine erste Artemis-Mondlandung war ursprünglich für das Jahr 2024 geplant, kann jedoch wegen Verzögerungen bei der Bereitstellung einer Landefähre und neuer Raumanzüge nicht vor 2027 stattfinden. Die USA möchten der für spätestens 2030 geplanten, ersten bemannten chinesischen Mondlandung zuvorkommen.

## Hintergrund

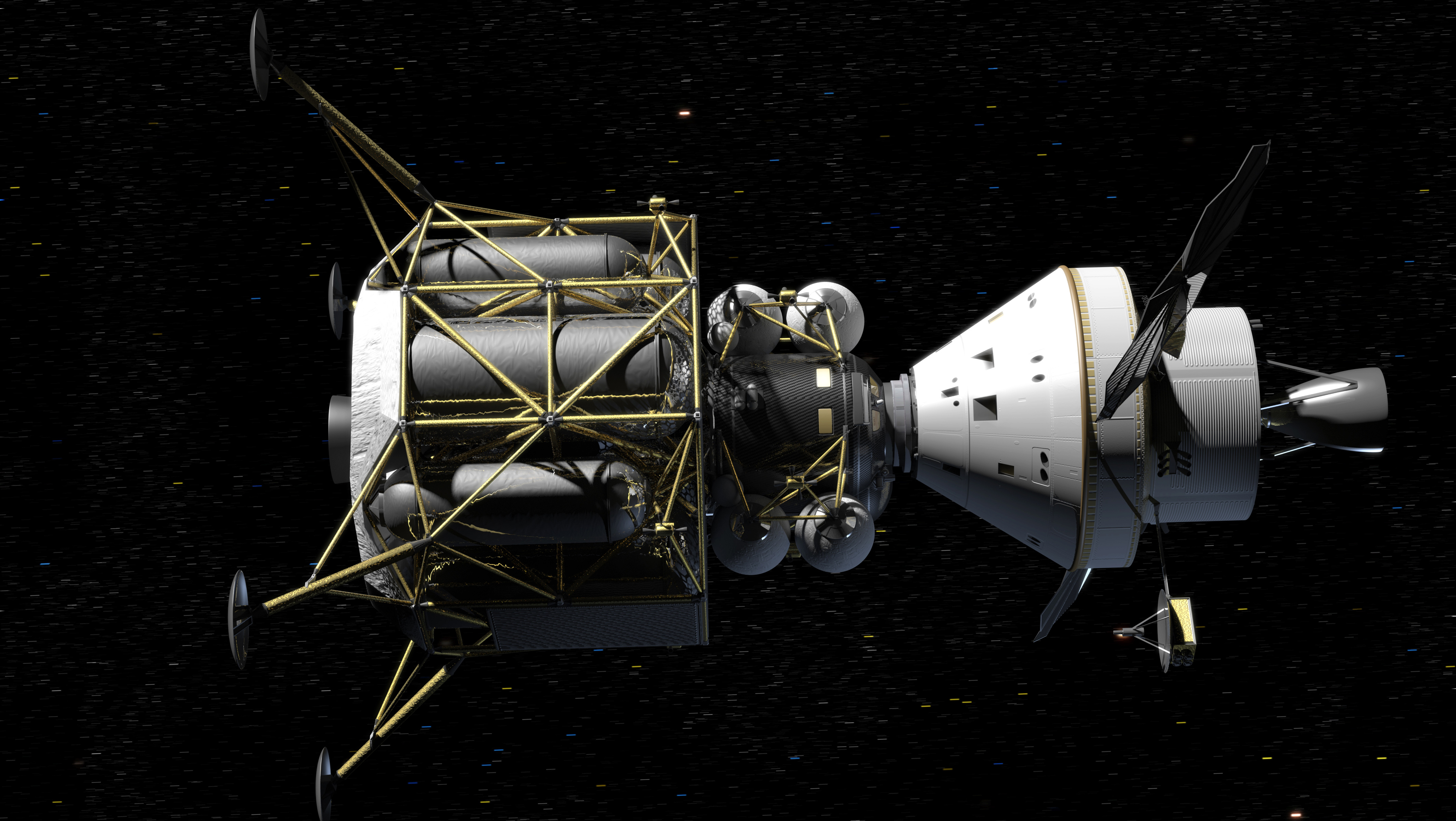
Künstlerische Darstellung der Mondlandefähre (links) und Raumkapsel des Constellation-Programms

Seit Eugene Cernan am 14. Dezember 1972 als bislang letzter Mensch die Mondoberfläche verließ, gab es in den USA immer wieder Bestrebungen, zum Mond zurückzukehren. Erste konkrete Pläne dazu kündigte Präsident George W. Bush 2004 mit dem Constellation-Programm an. Es sah bemannte Mondlandungen spätestens ab 2020 vor; danach sollten bemannte Flüge zum Mars folgen.
Unter Bushs Nachfolger Barack Obama wurde das Constellation-Programm 2009 wegen ausufernder Kosten wieder eingestellt. Zwei Jahre darauf wurde als Ersatz – auch für das 2011 eingestellte Space-Shuttle-Programm – das SLS-Programm aufgelegt. Dieses sah bemannte Mondumrundungen und Flüge zu anderen Objekten im Sonnensystem vor, jedoch keine Landungen. Auch hier kam es wieder zu Planüberschreitungen, insbesondere wegen Missmanagement im Boeing-Konzern, dem Hersteller der SLS-Rakete. Der für 2017 geplante Erstflug wurde auf frühestens 2020 verlegt.
Inzwischen war Donald Trump zum Präsidenten gewählt worden und hatte einen erneuten Schwenk in der US-Raumfahrtpolitik eingeleitet. Trump wünschte sich bahnbrechende Erfolge noch während seiner Präsidentschaft. Nachdem er herausgefunden hatte, dass ein bemannter Marsflug selbst bis zum Ablauf einer möglichen zweiten Amtszeit im Jahr 2024 nicht machbar ist, gab er die Executive Order Space Policy Directive 1 heraus. Damit wies er die NASA an, sich auf eine baldige Mondlandung zu konzentrieren, gefolgt von Missionen zum Mars und „vielleicht eines Tages zu vielen Welten darüber hinaus“. Anfang 2019 verschob die NASA den Termin für die mittlerweile geplante Mondlandung auf 2028, weil die Probleme bei der SLS-Entwicklung andauerten. Daraufhin ergriff Vizepräsident Mike Pence die Initiative und forderte von der NASA im Namen Trumps eine Landung US-amerikanischer Astronauten am Südpol des Mondes bis 2024. Wenn dies mit den „bestehenden Auftragnehmern“ (wie Boeing) nicht machbar sei, dann müssten eben neue gefunden werden.

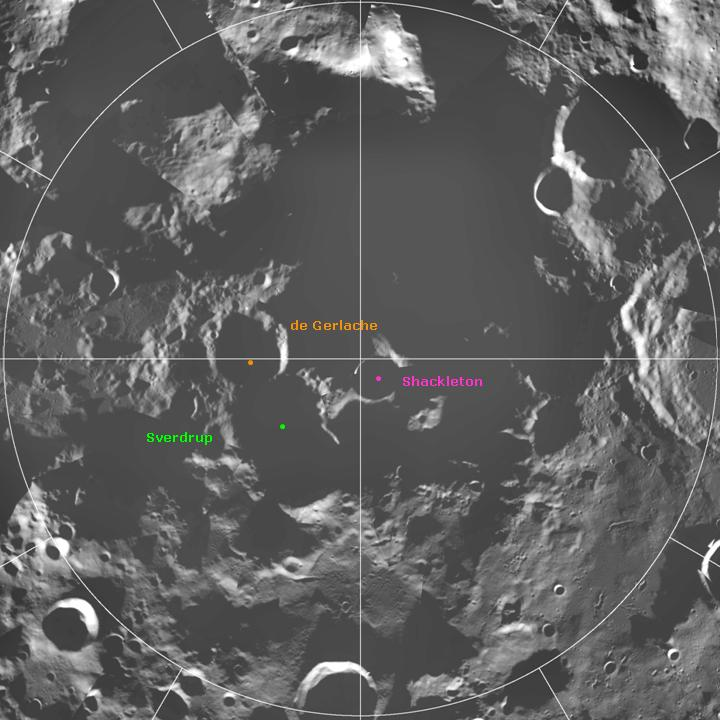
Der Shackleton-Krater am Mondsüdpol (Bildmitte) – ein häufig genanntes Erkundungsziel

Die Südpolregion des Mondes gilt als strategisch wichtig, seit dort Wassereis nachgewiesen wurde. Es ist die einzige Gegend auf dem Mond, in der einerseits rund um das Jahr Sonnenlicht (zum Beispiel für Solarenergiegewinnung) vorhanden ist und andererseits tiefe Krater zu finden sind, auf deren Boden niemals direkte Sonneneinstrahlung fällt, und die somit Eisvorkommen aufweisen könnten. Wasser ist nicht nur für die Aufrechterhaltung von Leben notwendig, sondern kann auch zu Treibstoff verarbeitet werden. Neben den USA planen daher auch weitere Länder wie China und Russland eine – zunächst unbemannte – Erkundung des Südpols. China möchte dort in den 2030er Jahren eine Forschungsstation errichten.
Die nachfolgende US-Regierung unter Joe Biden bekannte sich zur Fortsetzung des Artemis-Programms. Man werde damit „neue und aufregende Wissenschaft betreiben, zukünftige Marsmissionen vorbereiten und Amerikas Werte demonstrieren“. Der unter Biden ernannte NASA-Administrator Bill Nelson betonte, dass die USA nicht gegenüber China ins Hintertreffen geraten dürften und das Artemis-Programm forcieren müssten. Es gehe darum, noch vor China wieder auf dem Mond zu landen.

## Finanzierung
Um die ersten Vorbereitungen für die vorgezogene Mondlandung finanzieren zu können, beantragte Donald Trump aufgrund von Berechnungen der NASA eine Aufstockung des NASA-Budgets für das Fiskaljahr 2020 um 1,6 Milliarden US-Dollar. Dieser Betrag sollte aus Reserven des Pell-Grant-Förderprogramms für einkommensschwache Studenten entnommen werden. Der US-Gesetzgeber bewilligte nur einen Teil der geforderten Summe und weitete zugleich die Pell-Grant-Förderung aus.
Für die darauffolgenden vier Jahre verlangte die US-Regierung eine Budgetaufstockung um insgesamt 35 Milliarden Dollar.
Nach der Abwahl von Trump Ende 2020 bewilligte der Kongress jedoch für das Haushaltsjahr 2021 nur ein Viertel des geforderten Betrags für die Entwicklung der Artemis-Mondlandefähren; eine bemannte Landung im Jahr 2024 wurde damit unrealistisch.
In den nachfolgenden Jahren stellte der Gesetzgeber 7–8 Milliarden Dollar jährlich für das Artemis-Programm bereit. Für die Haushaltsjahre 2024 bis 2028 erwartet die US-Regierung einen Finanzierungsbedarf von 8,0–8,6 Milliarden Dollar jährlich, insgesamt 41,5 Milliarden. Wegen ausufernder Kosten – verursacht durch Missmanagement – befürchtete der Generalinspekteur der NASA jedoch eine Mittelknappheit und dadurch Verzögerungen bei der weiteren Umsetzung und einen Vertrauensverlust der Steuerzahler in die NASA.

## Technische Bestandteile

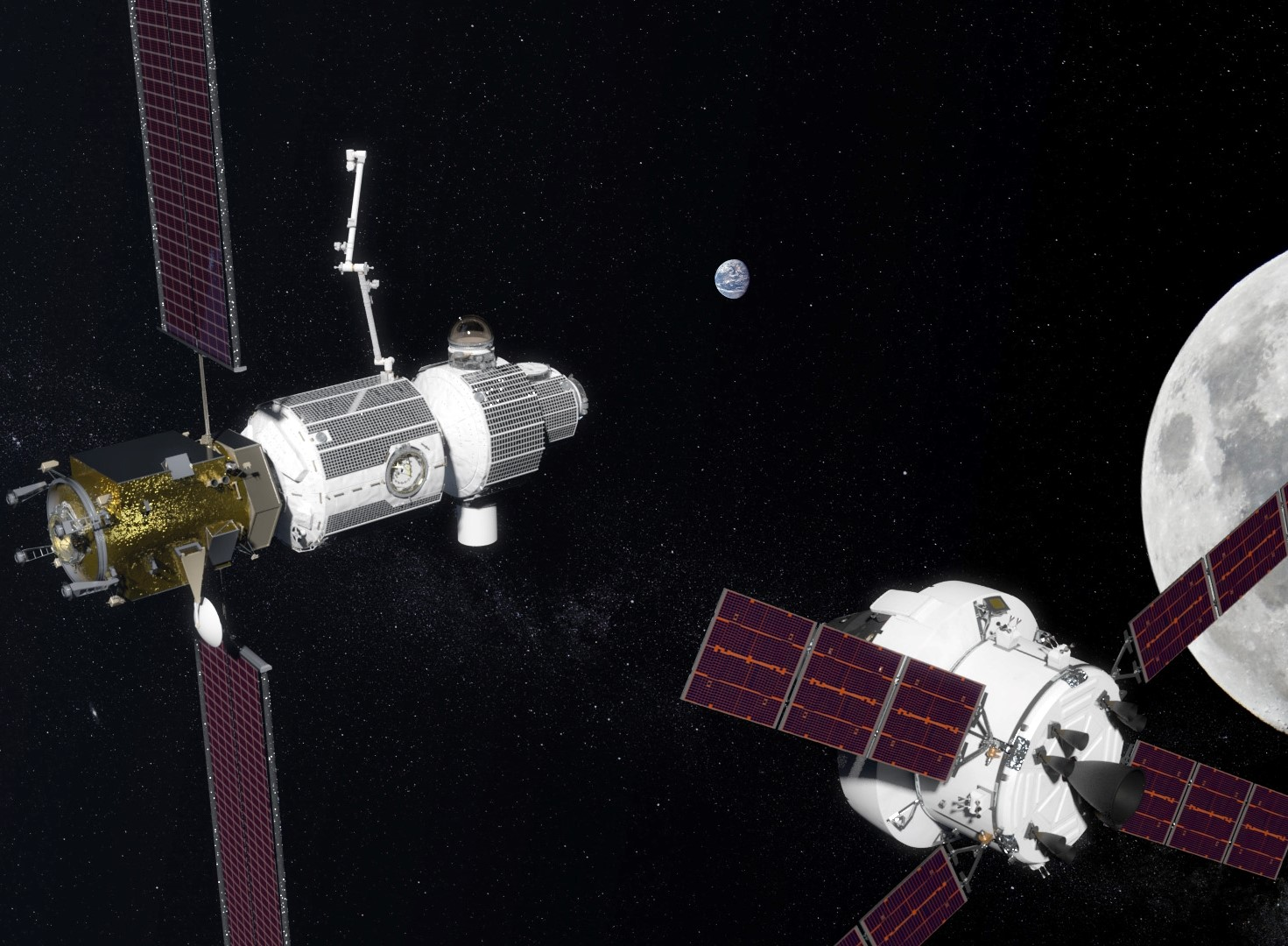
Orion-Raumschiff (vorne rechts) im Anflug auf den LOP-G

Das Artemis-Programm baut auf fünf technischen Einheiten auf, deren Konzept überwiegend aus früheren US-Mondprogrammen stammt:
- Die Superschwerlastrakete SLS wird offiziell seit 2011 entwickelt, beruht aber – wie die Ares-Rakete des eingestellten Constellation-Programms – auf Komponenten des Space-Shuttle-Systems. Sie soll zunächst bis zu 26 Tonnen Nutzlast auf den Weg zum Mond bringen können. Ob eine ursprünglich geplante Erweiterung auf 45 Tonnen (SLS Block 2) realisiert wird, ist ungewiss.

- Das Orion-Raumschiff wurde vom Constellation-Programm über das SLS-Programm ins Artemis-Programm übernommen. Es ist für eine Besatzung von bis zu vier Astronauten ausgelegt.[20] Orion besteht aus einer von Lockheed Martin gebauten Raumkapsel und dem „europäischen Servicemodul“, einer im Auftrag der europäischen Weltraumagentur (ESA) von Airbus Defence and Space in Bremen gefertigten Antriebs- und Versorgungseinheit. Das Gesamtsystem ist so schwer, dass es vorerst nur mit dem SLS auf den Weg zum Mond gebracht werden kann.[21]

- Die für das Space Shuttle genutzten Bodensysteme am NASA-Weltraumbahnhof Kennedy Space Center wurden für die Handhabung von SLS und Orion umgerüstet. Hierzu zählen das Vehicle Assembly Building (VAB), in dem die Rakete zusammengebaut wird, die Startrampe 39B und die Crawler-Transporter für den Transport der Rakete vom VAB auf die Rampe. Außerdem wurde der Mobile Launcher 1 (ML-1), ein mobiler Starttisch mit integriertem Startturm, für das SLS umgebaut. Ein zweites Mobile-Launcher-Exemplar ist in Vorbereitung.[22]

- Der LOP-G (Lunar Orbital Platform-Gateway) ist seit 2017 geplant. Es handelt sich um eine modulare Raumstation, die in einer Umlaufbahn um den Mond platziert werden soll. Von dort aus sollen sowohl Mondlandungen als auch spätere Flüge zum Mars erfolgen. Außerdem soll der LOP-G als Kontrollzentrum für die Steuerung von Robotermissionen auf der Mondoberfläche dienen. Die Station soll nur zeitweise bewohnt sein. Getragen wird sie von einer internationalen Kooperation der ISS-Teilnehmerstaaten. Da der LOP-G nicht – wie ursprünglich geplant – ab 2024 einsatzbereit war, ist seine Nutzung erst für spätere Artemis-Missionen vorgesehen.[23][24]

- Als Mondlandefähre wählte die NASA aus Redundanzgründen zwei verschiedene Konzepte aus. Im Gegensatz zur zweiteiligen Apollo-Mondlandefähre sind beide Artemis-Lander einstufig und sollen wiederverwendbar sein. Für die ersten beiden Mondlandungen soll eine spezielle Version des SpaceX-Raumschiffs Starship eingesetzt werden. Danach soll auch der Lander Blue Moon Mark 2 des Raumfahrtunternehmens Blue Origin zum Einsatz kommen.[25] Nicht zum Zuge kam ein Entwurf von Dynetics für eine Lande- und Aufstiegsfähre mit abwerfbaren Tanks.[26]

Für die geplanten Aufenthalte auf der Mondoberfläche werden auch neue Raumanzüge benötigt. Bereits seit dem Constellation-Programm hatte die NASA versucht, diese selbst zu entwickeln. Nachdem sie damit beim Artemis-Programm unter Zeitdruck geraten war, übergab sie das Projekt im Jahr 2022 zur Fertigstellung an die Industriepartner Axiom Space und Collins Aerospace. Collins sah sich jedoch überfordert und stieg bald wieder aus dem Raumanzugprojekt aus.
Darüber hinaus ist die Beschaffung eines neuen Mondautos geplant.

## Beteiligte und Konkurrenten
Das Artemis-Programm wird überwiegend von der NASA finanziert und betrieben. Durch technische Beiträge, die bereits für das SLS-Programm vereinbart waren, sind zudem die europäische, die japanische und die kanadische Weltraumagentur (ESA, JAXA und CSA) daran beteiligt. Die ESA finanziert beispielsweise das in Deutschland gebaute Orion-Servicemodul, und gemeinsam mit der JAXA auch das in Frankreich gefertigte Internationale Wohnmodul (I-HAB) für die Raumstation LOP-G. Zudem sind ESA und JAXA mit einzelnen technischen Systemen am US-amerikanischen Hauptwohnmodul (HALO) der Raumstation beteiligt. Die CSA, die bereits den Roboterarm Canadarm2 für die ISS finanzierte, stellt den Canadarm3 für den LOP-G bereit. 2024 traten auch die Vereinigten Arabische Emirate der Kooperation bei; deren Raumfahrtbehörde MBRSC lässt eine Luftschleuse für den LOP-G bauen. Im Gegenzug können Astronauten der Partnerstaaten – auch aus den Emiraten – mit zum Mond fliegen, beginnend mit dem Kanadier Jeremy Hansen als Besatzungsmitglied der Mondumrundung Artemis 2.
Weitere Beiträge internationaler Partner bestehen in Kleinsatelliten und Instrumenten für unbemannte Erkundungsmissionen, mit denen die geplanten bemannten Artemis-Missionen vorbereitet werden. So lieferten die ESA sowie die deutsche und die italienische Raumfahrtagentur (DLR und ASI) Geräte für den unbemannten Mondflug Artemis 1. Die JAXA steuerte die gescheiterte Mondlandesonde Omotenashi bei.

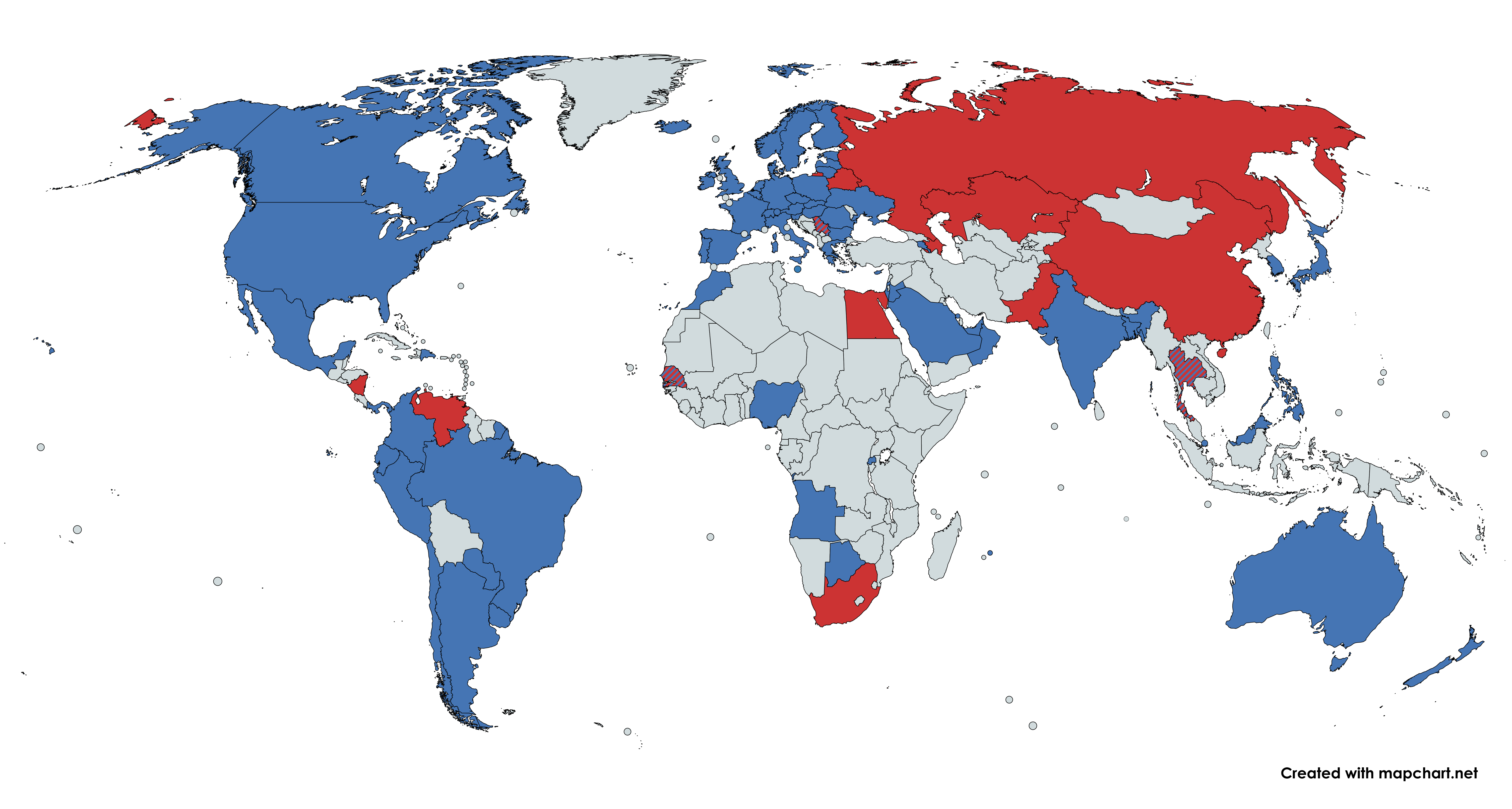
Unterzeichnerstaaten der Artemis Accords (blau) und Teilnehmerstaaten der Internationalen Mondforschungsstation

Als rechtlichen Rahmen für den Zugang zum Mond schlossen die USA im Oktober 2020 mit Australien, Kanada, Japan, Luxemburg, Italien, Großbritannien und den Vereinigten Arabischen Emiraten das Abkommen Artemis Accords.
Hiermit möchten die USA – aufbauend auf dem Weltraumvertrag von 1967 – ihre Interessen für die weitere Mond- und Marserkundung festschreiben. Insbesondere soll Unternehmen die Ausbeutung von Weltraumressourcen erlaubt sein. Die Fokussierung der Artemis Accords auf die Interessen der USA und deren Partner stieß auf Kritik.
Bis Ende 2021 traten die Ukraine, Südkorea, Neuseeland, Brasilien, Polen und Mexiko dem Abkommen bei. Bis Mitte 2022 unterzeichneten auch
Israel,
Rumänien,
Singapur
Bahrain,
Kolumbien,
Frankreich,
und Saudi-Arabien
den Artemis-Vertrag. Bis Ende 2023 schlossen sich zudem
Nigeria und Ruanda,
Tschechien,
Spanien,
Ecuador,
Indien,
Argentinien,
Deutschland,
Island und die Niederlande,
Bulgarien
sowie Angola dem Abkommen an. 2024 folgten Belgien,
Griechenland, Uruguay, die Schweiz, Schweden, Slowenien, Litauen, Peru, die Slowakei, Armenien, die Dominikanische Republik, Estland, Chile, Zypern, Dänemark, Panama, Österreich, Thailand und Liechtenstein. 2025 traten auch Finnland, Bangladesch, Norwegen und Senegal dem Abkommen bei, sodass bislang insgesamt 56 Länder die Artemis Accords unterzeichneten.
Neun Monate nach Erstunterzeichnung der Artemis Accords starteten China und Russland eine Initiative zum Aufbau der Internationalen Mondforschungsstation (ILRS), die in den USA als Konkurrenzprojekt zum Artemis-Programm angesehen wird. Der chinesisch-russischen Initiative schlossen sich im Zeitraum von Juni 2021 bis Juli 2024 die Länder Venezuela, Südafrika, Aserbaidschan, Pakistan, Belarus, Ägypten, Thailand, Nicaragua, Serbien, Kasachstan und Senegal an. Seit November 2023 beteiligten sich auch die private Universität Schardscha in den Vereinigten Arabischen Emiraten, die kirgisische Arabajew-Universität, die indonesische Universität von Bandar Lampung, die pakistanische Nationale Universität der Wissenschaften & Technologie sowie Forschungsinstitute in Kroatien, Kolumbien, Serbien, Panama und Südafrika. Russland kündigte 2023 den Aufbau einer eigenen Mondbasis in den 2030er-Jahren an, ist unabhängig davon aber auch weiter an der ILRS beteiligt.
Thailand und Senegal sind die bislang einzigen Länder (Stand: Ende Juli 2025), die sich beiden Projekten anschlossen. NASA-Verantwortliche und -Experten für internationale Beziehungen äußerten sich dazu positiv. China verfolge ähnliche Ziele für ein verantwortungsvolles Verhalten im Weltraum wie die NASA, wenn auch mit unzureichender Transparenz.

## Planung

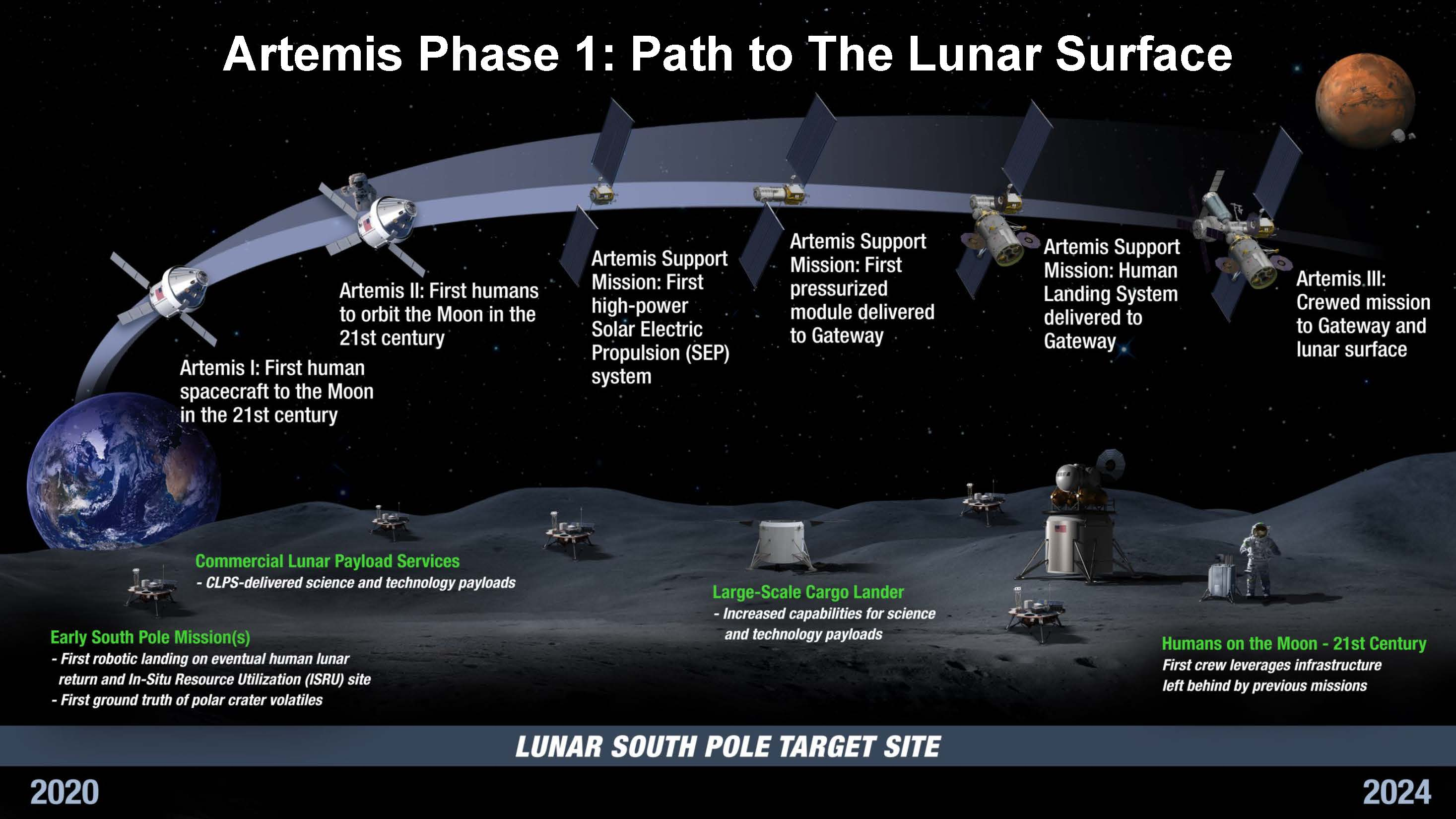
Veraltete Planung der ersten Artemis-Missionen von 2020 (englisch)

Seit Auflegung des Artemis-Programms änderten sich die Pläne für dessen Durchführung mehrfach. Auch das zuständige Spitzenmanagement bei der NASA – der Leiter der Abteilung für bemannte Raumfahrt – wurde anfangs zweimal ausgetauscht.
Nach dem erfolgreichen unbemannten Testflug Artemis 1 im November/Dezember 2022 soll das Orion-Raumschiff mit der bemannten Mission Artemis 2 (geplant für 2026) nochmals erprobt werden. Beide Flüge start(et)en mit dem SLS und führ(t)en um den Mond. Mit ca. 17 Starship-Flügen (einschließlich einer noch unklaren Anzahl von Wiederbetankungsflügen im Erdorbit) soll eine erste Artemis-Mondfähre in einen Mondorbit transportiert werden, um von dort aus eine unbemannte Testlandung zu absolvieren. Schließlich sollen mit Artemis 3 erstmals seit 1972 wieder Astronauten auf dem Mond landen. Diese Landung war auf Druck von Donald Trump und Mike Pence zunächst für 2024 geplant und wurde dann mehrfach verschoben, zuletzt auf 2027. Vor allem die Bereitstellung der Starship-Fähre, aber auch die Fertigstellung der neuen Raumanzüge verspätet sich. Zudem waren bei dem Testflug Artemis 1 Schäden am Hitzeschild der Orion-Kapsel aufgetreten, deren Untersuchung weitere Zeit beansprucht. Unter Berücksichtigung aller bekannter Planungsrisiken erwartet die NASA einen Start spätestens im Jahr 2028, ein bis zwei Jahre vor der geplanten ersten bemannten chinesischen Mondlandung.

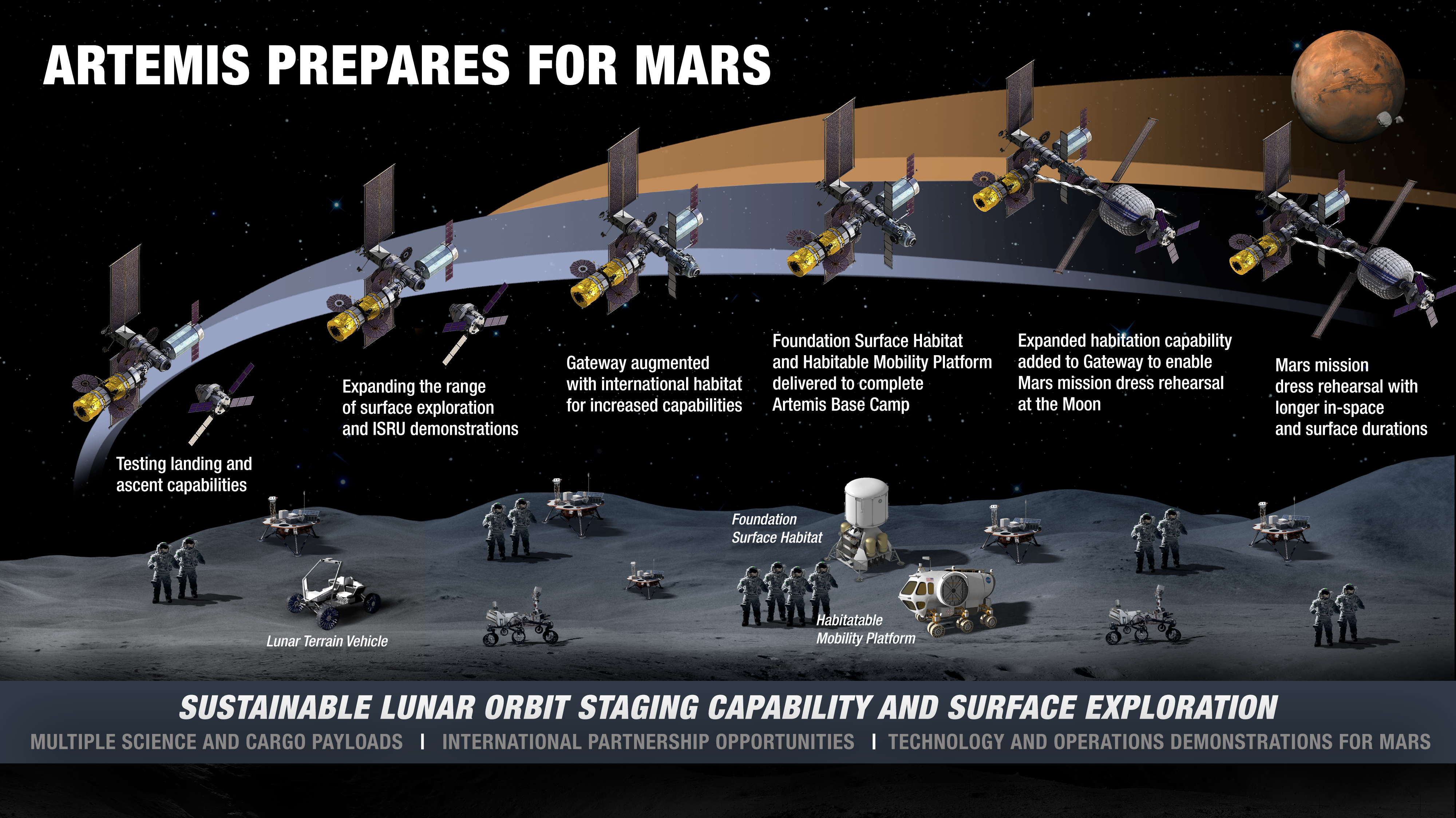
Entwurf der zweiten Phase des Artemis-Programms (englisch)

Frühestens im Jahr der ersten Artemis-Mondlandung sollen auch die ersten beiden Module der LOP-G-Raumstation mit einer Rakete des Typs Falcon Heavy in eine Mondumlaufbahn gebracht werden. Danach sind jährliche Expeditionen zur Mondoberfläche ab 2028 geplant. Währenddessen soll der LOP-G ausgebaut und eine dauerhafte US-amerikanische Präsenz auf dem Mond geschaffen werden. Unter einer „dauerhaften Präsenz“ versteht die NASA eine „nachhaltige Erkundung“ im Sinne von jederzeit möglichen Expeditionen – im Gegensatz zum Apollo-Programm, das nach sechs Mondlandungen eingestellt wurde. Mit dem Konzept Artemis Base Camp schlug sie die Bereitstellung von Wohnmodulen auf der Mondoberfläche vor, als Basis für mehrmonatige Expeditionen.
Von der vorherigen Planung des SLS-Programms unterscheidet sich dieser Ablauf unter anderem durch eine Verschiebung des LOP-G-Ausbaus zugunsten der Beschaffung von Mondlandefähren. Weitere Maßnahmen für eine möglichst frühe Mondlandung sind das Outsourcing unbemannter Starts an private Raketenbetreiber und Investitionen in eine effizientere SLS-Fertigung.
Zur Vorbereitung und Unterstützung der bemannten Mondlandungen plant die NASA auch mehrere unbemannte Landungen beziehungsweise „robotische Missionen“ pro Jahr. Sie erfolgen im Rahmen des 2018 aufgelegten CLPS-Programms (Commercial Lunar Payload Services – „Kommerzielle Mondnutzlastdienste“) und sollen insbesondere die Südpolregion erkunden.

## Umsetzung

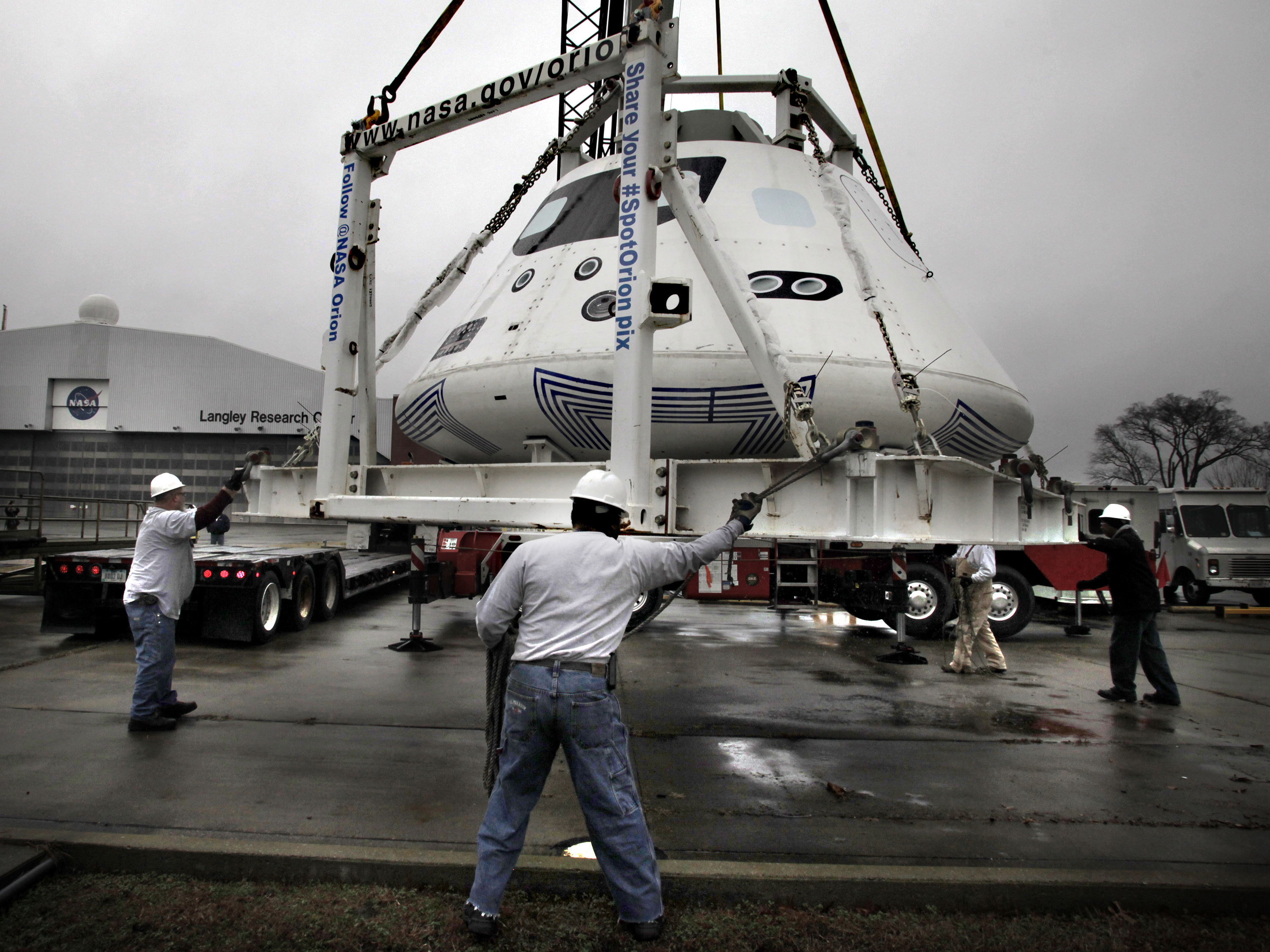
Transport der Orion-Kapsel vor dem ersten Test (2013)

Das erste fertiggestellte Artemis-Element war das von Airbus gebaute „europäische Servicemodul“ für das Orion-Raumschiff der Mission Artemis 1. Der erste Orion-Testflug erfolgte Ende 2014. Ein Startabbruchtest mit Einsatz der Rettungsrakete fand im Juli 2019 statt.
Im April 2020 wählte die NASA nach einem einjährigen Entwurfswettbewerb drei Landefährenkonzepte aus, deren Entwicklung sie mit zunächst knapp einer Milliarde US-Dollar förderte. Einer der Entwürfe stammte von dem Konsortium „National Team“ aus den Unternehmen Blue Origin, Lockheed Martin, Draper und Northrop Grumman, ein weiterer von einem Team aus Dynetics und der Sierra Nevada Corporation und der dritte von SpaceX. Im April 2021 fiel die Entscheidung für das Starship von SpaceX als erste Mondlandefähre. Blue Origin klagte (erfolglos) gegen diese Entscheidung, weshalb die NASA die Arbeit an dem SpaceX-Landerprojekt ein halbes Jahr lang unterbrechen musste. Den Auftrag zur Entwicklung des zweiten Mondlanders erhielt im Mai 2023 Blue Origin mit einem Neuentwurf des Landers Blue Moon.
CLPS-Aufträge für unbemannte Transporte zur Mondoberfläche vergab die NASA seit 2019 an die Unternehmen Astrobotic, Intuitive Machines, OrbitBeyond, Masten Space Systems, Firefly Aerospace und Draper. Der Auftrag an OrbitBeyond wurde jedoch nach zwei Monaten wieder storniert, und Masten Space Systems meldete zwei Jahre nach Auftragserteilung Insolvenz an.

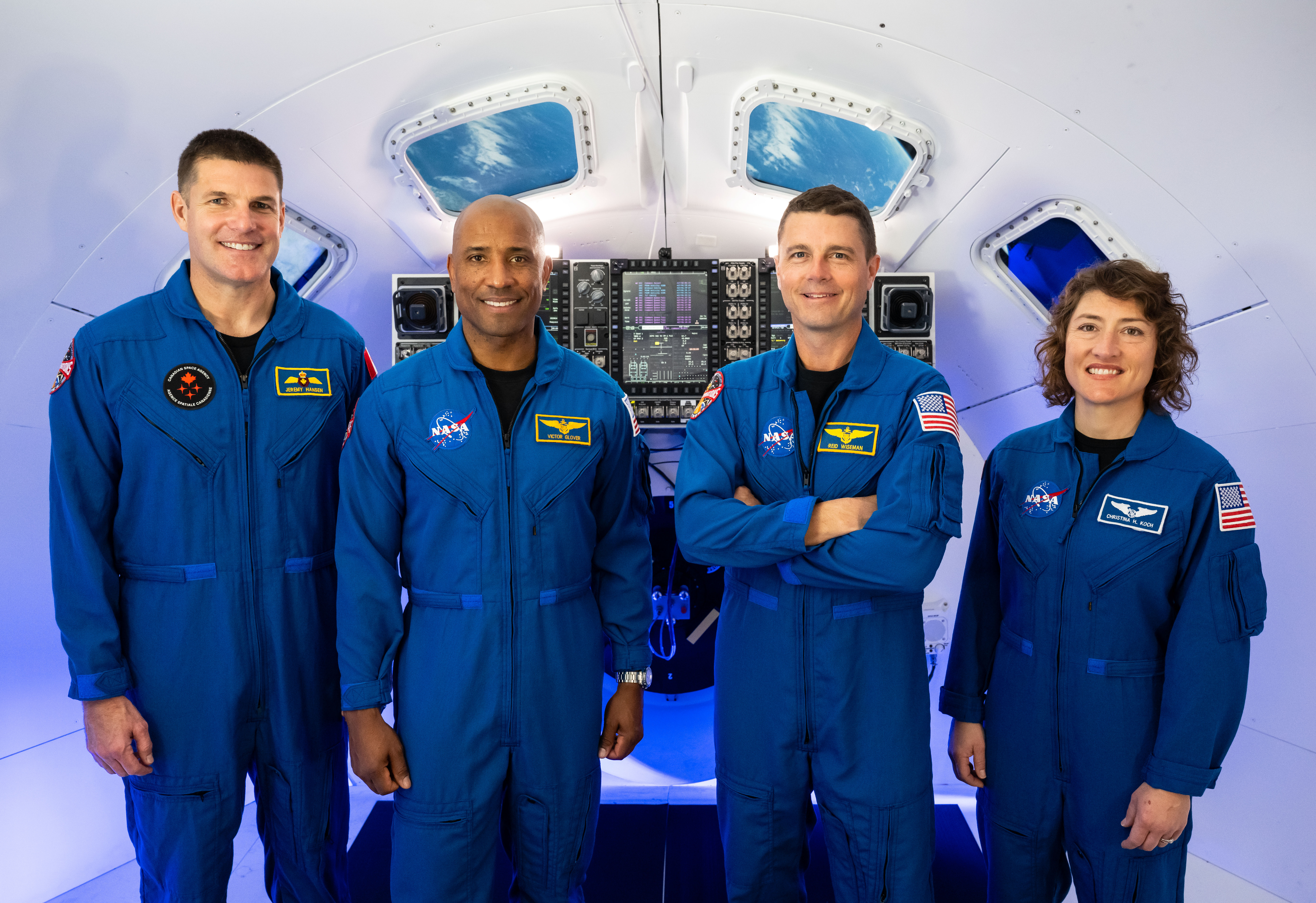
Die Artemis-2-Besatzung: Jeremy Hansen, Victor Glover, Reid Wiseman und Christina Koch (v. l. n. r.)

Als erste Mission des Artemis-Programms startete im November 2022 die unbemannte Mondumrundung Artemis 1. Der Flug des Orion-Raumschiffs verlief nach Plan, allerdings wurden nach der Landung Schäden am Hitzeschild der Raumkapsel festgestellt. Mit demselben Start wurden auch mehrere Kleinsatelliten in Mondumlauf- oder -vorbeiflugbahnen gebracht, um von dort aus unter anderem die Wasservorkommen zu untersuchen. Keine dieser Raumsonden funktionierte wie vorgesehen.
Als Besatzung des ersten bemannten Flugs Artemis 2 wählte die NASA die US-amerikanischen Astronauten Reid Wiseman, Victor Glover und Christina Koch sowie den Kanadier Jeremy Hansen. Anfang 2024 vertagte die NASA diese Mission von November 2024 auf September 2025, um Zeit für die Behebung der Hitzeschildprobleme des Raumschiffs zu gewinnen. Aus demselben Grund folgte eine weitere Verschiebung auf April 2026.
Der erste CLPS-Mondflug Peregrine Mission One startete im Januar 2024 und scheiterte an einem Treibstoffleck; der Mondlander fiel zurück auf die Erde. Einen Monat darauf gelang mit der CLPS-Mission IM-1 die erste weiche amerikanische Mondlandung seit Apollo 17. Im März 2025 erreichte auch der erste Lander von Firefly Aerospace die Mondoberfläche.

## Missionsliste
Die folgenden Flüge fanden bislang im Rahmen oder zur Unterstützung des Artemis-Programms statt. Bei gelandeten Raumfahrzeugen gibt die Zahl in Klammen die ungefähre Betriebsdauer auf der Mondoberfläche an.
| Mission                                                                           | Start (UTC)         | Trägerrakete           | Dauer | Zweck |
| --------------------------------------------------------------------------------- | ------------------- | ---------------------- | --- | --- |
| Ascent Abort-2                                                                    | 2. Juli 2019 11:00  | ATB                    | 3 min | erfolgreicher Test des Rettungssystems der Orion-Raumkapsel bei einem Startabbruch in 9,5 km Höhe                                                                     |
| Capstone                                                                          | 28. Juni 2022 09:55 | Electron               | andauernd                                                                                                   | erfolgreiche Erprobung des für die Raumstation LOP-G geplanten Mondorbits                                                                                             |
| Artemis 1                                                                         | 16. Nov. 2022 06:47 | SLS Block 1 (Erstflug) | 25 d 10 h 53 min                                                                                            | erfolgreicher unbemannter Testflug des vollständigen Orion-Raumschiffs mit mehreren Mondumrundungen                                                                   |
| Artemis 1                                                                         | 16. Nov. 2022 06:47 | SLS Block 1 (Erstflug) | erfolgloser Monderkundungsversuch mit den CubeSat-Raumsonden LunaH-Map, Lunar IceCube, LunIR und Omotenashi | |
| Lunar Flashlight                                                                  | 11. Dez. 2022 07:38 | Falcon 9               | 152 d | erfolgloser Monderkundungsversuch mit einer CubeSat-Raumsonde, Abbruch ohne Erreichen eines Mondorbits wegen Antriebsversagens                                        |
| Peregrine Mission One                                                             | 8. Jan. 2024 07:18  | Vulcan VC2S (Erstflug) | ca. 10 d 14 h                                                                                               | fehlgeschlagene CLPS-Mondlandemission, geplant war eine Landung am Rand des Oceanus Procellarum bei 35° nördlicher Breite                                             |
| IM-1                                                                              | 15. Feb. 2024 06:05 | Falcon 9               | 14 d (7 d)                                                                                                  | CLPS-Mission, weitgehend erfolgreiche Landung am Krater Malapert A bei 80° südlicher Breite (der Lander kippte um); bis dahin südlichste Mondlandung                  |
| Blue Ghost M1                                                                     | 15. Jan. 2025 06:11 | Falcon 9               | 60 d 18 h (15 d)                                                                                            | CLPS-Mission, Landung im Mare Crisium bei ca. 17° nördlicher Breite, erste vollständig erfolgreiche Mondlandung eines Privatunternehmens                              |
| IM-2                                                                              | 27. Feb. 2025 00:16 | Falcon 9               | 8 d (1 d)                                                                                                   | CLPS-Mondlandung beim Mons Mouton am Südpol. Der Lander kippte um, dadurch Stromausfall nach einem statt der geplanten zehn Tage.                                     |
| Lunar Trailblazer                                                                 | 27. Feb. 2025 00:16 | Falcon 9               | ca. 12 h | Geplante Untersuchung von Wassereisvorkommen aus einem Mondorbit, Verlust des Funkkontakts 12 Stunden nach dem Start.                                                 |
| Für die folgenden geplanten Missionen nennt die NASA bereits einen Startzeitraum: |                     |                        | | |
| Mission                                                                           | Start (EST)         | Trägerrakete           | Dauer | Zweck |
| Blue Moon MK1 Pathfinder                                                          | Okt. 2025           | New Glenn              | | CLPS-Test-Mondlandung mit einem Blue-Moon-Frachter von Blue Origin |
| Griffin Mission One                                                               | 2025                | Falcon Heavy           | | CLPS-Landung beim Nobile-Krater am Südpol |
| Artemis 2 (bemannt)                                                               | Apr. 2026           | SLS Block 1            | 10 d | erster bemannter Flug zur Erprobung des Orion-Raumschiffs mit den Astronauten Reid Wiseman, Victor Glover, Christina Koch und Jeremy Hansen, teilweise Mondumrundung  |
| IM-3                                                                              | 2026                |                        | ca. 14 d | CLPS-Landung im Reiner-Gamma-Swirl |
| Blue Ghost M2                                                                     | 2026                |                        | ca. 14 d | CLPS-Landung auf der Mondrückseite |
| Lunar Pathfinder                                                                  | 2026                |                        | Mondorbiter von ESA und NASA                                                                                | |
| Artemis 3 (bemannt)                                                               | 2027                | ca. 17× Starship       | | Bereitstellung einer Starship-Mondlandefähre: Start des Treibstoffdepots, ca. 15 Betankungsflüge, dann Start, Betankung und Mondflug der Landefähre                   |
| Artemis 3 (bemannt)                                                               | 2027                | SLS Block 1            | ca. 30 d (ca. 7 d)                                                                                          | erste bemannte Artemis-Landung, Landung und einwöchiger Aufenthalt von zwei Astronauten in der Südpolregion, zwei weitere Astronauten fliegen im Orion-Raumschiff mit |
| IM-4                                                                              | 2027                |                        | ca. 14 d | CLPS-Mondlandung am Südpol |
| CP-12                                                                             | 2027                |                        | | CLPS-Mission von Draper und ispace mit dem Lander Apex, Landung im Schrödinger-Krater                                                                                 |
| Blue Ghost M3                                                                     | 2028                |                        | ca. 14 d | CLPS-Landung an den Gruithuisen-Kuppeln |

Weitere geplante unbemannte Missionen sind:
- eine dritte CLPS-Mission von Astrobotic Technology, dem Betreiber der Lander Peregrine und Griffin
- eine unbemannte Test-Mondlandung mit dem Starship von SpaceX (ca. 17 Einzelflüge einschließlich Start und Betankung des Treibstoffdepots)[90]
- eine unbemannte Test-Mondlandung mit einer Blue-Moon-Fähre (Blue Moon MK2) von Blue Origin
- eine vierte Blue-Ghost-Mission[130]
- Transport der ersten beiden LOP-G-Module in einen Mondorbit mit einer Falcon Heavy von SpaceX
- Bereitstellung der Mondlandefähren für die weiteren geplanten bemannten Landungen (für die Starship-Fähre jeweils ca. 17 Einzelflüge einschließlich Start und Betankung des Treibstoffdepots)
- Versorgungsflüge zum LOP-G mit Dragon-XL-Frachtern von SpaceX

Weitere geplante oder angestrebte bemannte Missionen sind:
- Artemis 4 (Zieltermin 2028), weiterer LOP-G-Aufbau und Mondlandung mit einer Starship-Fähre
- Artemis 5 (Zieltermin 2030), weiterer LOP-G-Aufbau und Mondlandung mit einer Blue-Moon-Fähre
- weitere jährliche Artemis-Missionen zum LOP-G und zur Mondoberfläche; die jeweilige Landefähre steht noch nicht fest[90]